# Litsea calicaris
Litsea calicaris là loài thực vật có hoa trong họ Nguyệt quế. Loài này được (Sol. ex A. Cunn.) Benth. & Hook. f. ex Kirk miêu tả khoa học đầu tiên năm 1889.